# 블라디미르 포타닌

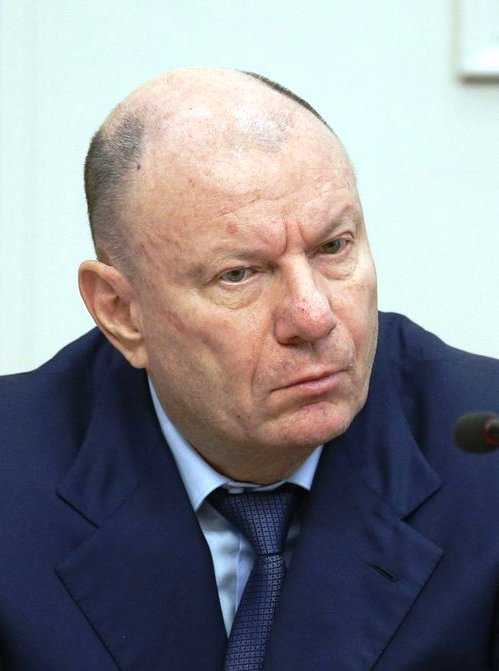
2021년 모습

블라디미르 포타닌(본명: 블라디미르 올레고비치 포타닌, 러시아어: Владимир Олегович Потанин, 1961년 1월 3일 ~)은 러시아의 사업가이다. 특히 1990년대 초반부터 중반까지 러시아에서 논란이 되었던 주식 대출 프로그램을 통해 부를 얻었다.
블룸버그 억만장자 지수에 따르면 2024년 2월 기준 그는 러시아에서 가장 부유한 사람이자 세계에서 48번째로 부유한 사람으로 추산 순자산이 310억 달러에 달한다. 2023년 포브스는 그를 러시아에서 두 번째로 부유한 사람으로 선정했으며, 추정 순자산은 237억 달러이다.
그의 장기 비즈니스 파트너는 2007년 분할하기로 결정하기 전까지 미하일 프로호로프였다. 그 후, 그들은 자산 분할이 합의될 때까지 상호 자산을 지주 회사인 폴렌티나 트레이딩(Folletina Trading)에 두었다.
2018년 1월, 포타닌은 블라디미르 푸틴 러시아 대통령과 밀접한 관련이 있는 210명의 개인으로 구성된 미국 재무부의 "푸틴 목록"에 포함되었다. 2022년 6월 영국은 포타닌이 '블라디미르 푸틴 대통령 측근'의 주요 올리가르히들 중 한 명이라는 이유로 제재를 가했다.